# Papilio schmeltzi
Papilio schmeltzi är en fjärilsart som beskrevs av Herrich-Schäffer 1869. Papilio schmeltzi ingår i släktet Papilio och familjen riddarfjärilar. Inga underarter finns listade i Catalogue of Life.

## Bildgalleri

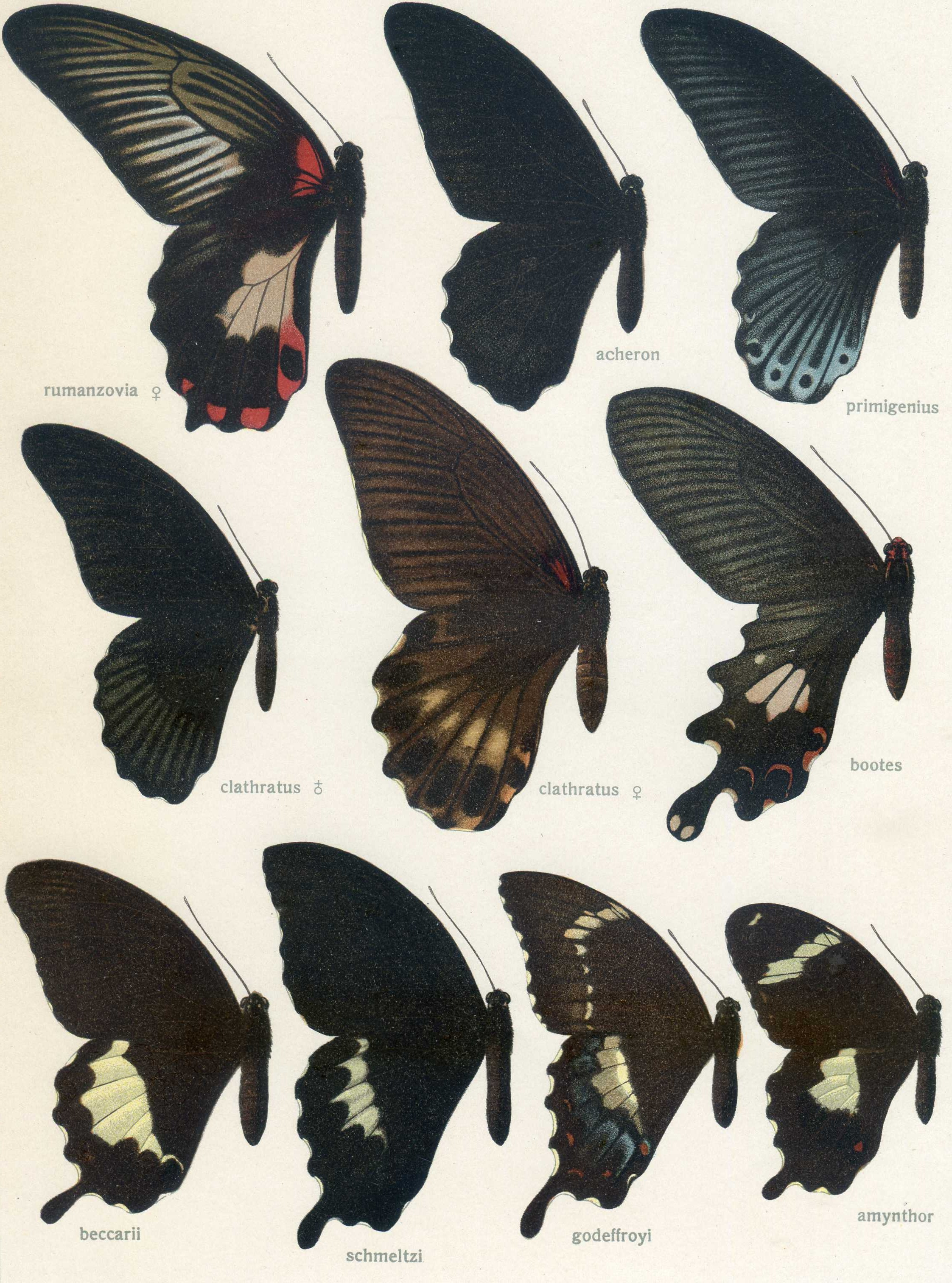
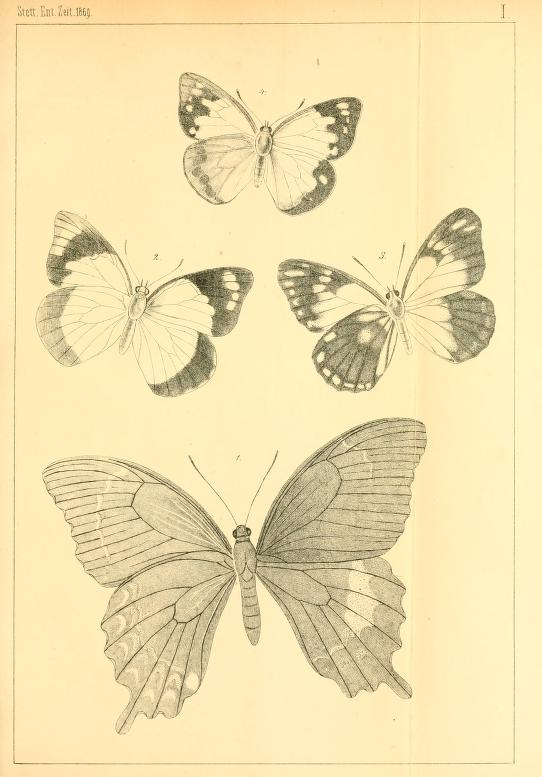